# Мар'янівська
Мар'я́нівська — пасажирський зупинний пункт Київської дирекції Південно-Західної залізниці.
Розташований біля дачного селища «Безрадичі» Обухівського району Київської області на лінії Київ-Деміївський — Миронівка між станціями Підгірці (8 км) та Нові Безрадичі (3 км).

## Історія
Залізницю, на якій розташована платформа, було прокладено на початку 1980-х років, зупинна платформа виникла найімовірніше на межі 1990—2000-х років, спочатку вживалася назва Мар'янівка. Тепер вживається дещо змінена назва.
Відстань до ст. Київ-Пас — 32 км.